# Ашикларско езеро
Ашикларско езеро (Птиче езеро) е езеро в Област Кюстендил, Община Дупница. Разположено в Северозападната част на Рила, в малък страничен циркус, вляво от долината на река Отовица (ляв приток на Джерман), между върховете Хайдушки камък на югоизток и Ашиклар на югозапад. Езерото се намира на височина 2220 м, площта му е 13 декара, а размерите му – 170 на 90 м. Има продълговата форма, като от северния му ъгъл изтича малка река ляв приток на Отовица.